# سید هیگ
سیدنی ادی موسسیان (انگلیسی: Sidney Eddy Mosesian) معروف به سید هیگ (انگلیسی: Sid Haig؛ زادهٔ ۱۴ ژوئیهٔ ۱۹۳۹ - درگذشته ۲۱ سپتامبر ۲۰۱۹) هنرپیشه آمریکایی ارمنی‌تبار بود. وی از سال ۱۹۶۰ میلادی تا پایان عمر خویش مشغول فعالیت بوده است. وی برای بازی در فیلم‌های ترسناک کم هزینه مشهور بود.
سید هیگ سابقه فعالیت در آثاری همچون بیل را بکش: جلد دوم، سه نفر از جهنم، تبر استخوانی، میزبان، حمام خون و چه! را در کارنامه هنری خود داشته است.
وی در تاریخ ۲۱ سپتامبر ۲۰۱۹ در ۸۰ سالگی درگذشت.

## بخشی از فیلمشناسی
- جهنم با قهرمانان (۱۹۶۸)
- چه! (۱۹۶۹)
- الماس‌ها ابدیند (۱۹۷۱)
- قفس بزرگ پرنده (۱۹۷۲)
- آتلانتیس ۲ (۱۹۷۳)
- اسلج همر! (۱۳۸۶)
- جکی براون (۱۹۹۷)
- خانه ۱۰۰۰ جسد (۲۰۰۳)
- بیل را بکش بخش ۲ (۲۰۰۴)
- مطرودین شیطان (۲۰۰۵)
- هالووین (۲۰۰۷)
- تاماهاوک استخوانی (۲۰۱۵)
- سه نفر از جهنم[۱] (۲۰۱۹)